# I DO ME
『i DO ME』（アイ ドゥ ミー）は、日本の男性アイドルグループ・Snow Manの3rdアルバム。2023年5月17日にMENT RECORDINGからリリースされた。

## リリース
初回盤A（CD+DVD・CD+Blu-ray）、初回盤B（CD+DVD・CD+Blu-ray）、通常盤（CDのみ）の3形態で発売された。本作品のタイトル、『i DO ME』には自分らしくという意味があることから、Snow Manらしさを追求することに挑んだアルバムとなっており、その他にもローマ字読みで「挑め」、さらに"DOME"＝ドームの文字が盛り込こまれたトリプルミーニングとなっている。
3月15日にグループの公式YouTubeチャンネルで『タペストリー/W』発売記念の動画が公開され、動画の最後に「緊急告知 3月20日（月）20時から緊急生配信決定！」「重大告知アリ！お楽しみに!!」というテロップが流れ、多くの反響が寄せられトレンド入り。3月20日にメンバー全員出演での緊急生配信が実施され、岩本から本作のリリースが発表された。また同時に、グループ初となるドームツアー『Snow Man 1st DOME tour 2023 i DO ME』の開催も発表。ドームツアーは5月26日の京セラドーム大阪公演を皮切りに、東京ドーム、福岡PayPayドームを回り、最終日となる7月2日のバンテリンドームナゴヤ公演まで、4都市10公演で開催された。
4月12日の20時にはリード曲「あいことば」のミュージックビデオがYouTubeで公開された。タイトルは「合言葉」と「愛言葉」のダブルミーニングで、「同じ日常を共有している者同士でしか分かり合えないことば」のこと。多くの人に受け入れられるよう曲調は王道のJ-POPソングとなっており、歌詞では家族や友人、恋人など、聴いた人がそれぞれ届けたい人へ送る「あいことば」が表現されている。MVにはショップで仲睦まじく洋服を試着すると向井と阿部、ボーリング場で大はしゃぎするラウールと佐久間など、メンバーのプライベートな日常を切り取ったような、自然な笑顔を見せる9人の姿が収められており、サビ部分では、歌詞の言葉を汲み取りながらメンバー1人1人が想いを込めて手振りを添えて歌い、アドリブでアイコンタクトも交わしている。MVが公開されるとSNSでは「ハッピーなのにめちゃくちゃ泣ける！」「素敵なMVをありがとう！感動で泣きました」など反響を呼び、ツイッターでは「#スノニューMV」がトレンド1位、「#ラブソングじゃなくアイソング」もトレンド入りした。動画再生回数は5月10日午後時点で975万回を超え、同日にはレコーディングスタジオでのシーンや、MV本編で未使用のシーンが盛り込まれた「Another Rec ver.」も公開された。
4月19日の17時には｢slow...｣のミュージックビデオがYouTubeで公開された。時間をテーマとした楽曲で、光と影のグラフィカルな世界、ポートレートのような静の世界、モノクロのシーン、感情向き出しのウェットなシーンなど様々なSnow Manの“slowなアイデンティティ”が表現されている。大小様々なシャンデリアが揺れ動く中、R&B調の楽曲に乗せてメンバーがクールでスタイリッシュに踊る、憂いを帯びたメンバーの表情が妖艶な魅力を放つ作品となっており、5月4日時点で再生回数は710万回を記録。5月3日にはダンスのみで楽曲を表現したDance Practice動画も公開された。振付はダンサーアーティストでコレオグラファーのReiNaが担当。本人が自身のTikTokで踊ってみた動画を投稿したり、TBS系ドラマ『トリリオンゲーム』で目黒と共演する佐野勇斗が所属するM!LKも、メンバー全員でカバーダンスを踊った動画をTikTokに投稿し、再生回数200万回を突破するなど反響があった。
通常盤にはユニット曲が4曲収録されているが、Snow Manには異例の曲数であったため、詳細発表前からネット上ではメンバーの組み合わせ予想が白熱し、Twitterでは「ユニット曲」というワードがトレンド上位に浮上した。4月26日、深澤が進行役となってユニットの組み合わせを発表し、それぞれの楽曲のミュージックビデオの一部を公開する動画『Snow Man【Music Video鑑賞会】「i DO ME」ユニット曲公開!!』が公式YouTubeで更新された。なお、このユニットの組み合わせは「あいことば」のMVで匂わせていたことが明かされている。
本作の発売を記念して、5月1日から31日までタワーレコード限定「More Johnny's, More Fun!」ポスターと「マンスリー・タワー・プッシュ」ポスターを全店で掲示。一部対象店舗ではさらにSnow Manとの期間限定展示として展着日となる5月16日から5月22日までメンバー別のソロポスターとソロパネル、三角ポップや告知タペストリー、等身大パネルが設置された。

## 特典・仕様
購入者先着特典
- 初回盤A - you DO YOU 缶ミラー（58mmφ）
- 初回盤B - あい付箋（ハート型）
- 通常盤 - i DO ME クリアファイル（A4サイズ）

仕様・封入特典
- 初回盤A - ワンピースBOX+デジパック仕様、動画A視聴シリアルナンバー封入
- 初回盤B - ワンピースBOX+デジパック仕様、動画B視聴シリアルナンバー封入
- 通常盤（初回仕様） - スリーブ・フォトブック付き、動画C視聴シリアルナンバー封入

## 収録内容
収録内容出典

### CD

#### 通常盤
1. あいことば
作詞・作曲：高木誠司、編曲：Peach
本作品のリード曲[21]。
2. Ready Go Round
作詞：TATSUNE、作曲・編曲：原一博
3. Super Deeper
作詞：作曲：Christofer Erixon, Josef Melin、編曲：Josef Melin
4. POWEEEEER
作詞：KOMU、作曲・編曲：Albin Nordqvist
  - アサヒグループ食品 ミンティア「リフレッシュをチカラに。」篇 CMソング[39]

振付は岩本が担当[40]。7月12日にはダンスプラクティス動画と、それにあわせたTikTokショート動画が公開された[40][41]。
5. slow...
作詞：佐伯youthK、作曲：Simon Janlov, Ludwig Lindell、編曲：Ludwig Lindell
6. タペストリー
作詞：MiNE, Atsushi Shimada、作曲：Takuya Harada, MiNE, Atsushi Shimada、編曲：Atsushi Shimada
  - 8thシングルの1曲目
  - 目黒蓮主演 映画『わたしの幸せな結婚』主題歌
7. Julietta
作詞：HIKARI、作曲：7th Avenue, Joe Lawrence, HIKARI、編曲：7th Avenue, Joe Lawrence
  - ラウール・渡辺翔太出演 モスバーガー「おいしさ規格外」篇[42]、「もちっ、パリッ、とろっ」篇 CMソング[43]

ミディアムダンスナンバー[44]。キャラクターが歌っているアニメソングっぽいという理由から、佐久間がMCをつとめるラジオ番組『Snow Man 佐久間大介の待って、無理、しんどい、、』の5月13日放送回で音源が解禁された[44]。
8. オレンジkiss
作詞：SHIROSE、作曲：SHIROSE, 川口進、編曲：川口進
  - 7thシングル
  - 岩本照主演 映画『モエカレはオレンジ色』主題歌
9. クラクラ
作詞・作曲・編曲：Atsushi Shimada, 坂室賢一
10. 8月の青
作詞・作曲：高木誠司、編曲：Peach, 高木誠司
11. W
作詞：MISAKO SAKAZUME, 51Black Rat、作曲：MISAKO SAKAZUME, Takao Fukushima, 51Black Rat、編曲：Shogo Ohnishi, Takao Fukushima
  - 8thシングルの2曲目
  - 櫻井翔主演 日本テレビ系土曜ドラマ『大病院占拠』、『新空港占拠』主題歌[45]
12. 僕という名のドラマ
作詞：HIKARI、作曲：HIKARI, RUSH EYE、編曲：RUSH EYE
13. Two - 渡辺翔太・目黒蓮
作詞・作曲・編曲：Nobuhiro Tahara
バラードソング[46]。ドラマ仕立てのミュージックビデオになっており[46]、歌詞にもこだわった楽曲[32]。
14. Bass Bon - ラウール・佐久間大介
作詞・作曲・編曲：Ryota Nakano
振り付けはアーティストグループ・東京ゲゲゲイが担当[46]。小田切ヒロが担当した[47]メイクが印象的なビジュアルで[46]今までにない独特なダンスに挑戦した楽曲[32]。
15. Vroom Vroom Vroom - 岩本照・深澤辰哉・宮舘涼太
作詞：Funk Uchino, CR, SB、作曲：Ken Berglund, CR, SB、編曲：Ken Berglund
振り付けは岩本が担当[46]。日本語・英語・韓国語の3か国語のラップが印象的な楽曲[32][46]。
16. Gotcha! - 向井康二・阿部亮平
作詞：Atsushi Shimada, 草川瞬, 坂室賢一、作曲：Atsushi Shimada, 草川瞬、坂室賢一  編曲：Atsushi Shimada
スタンドマイクでの歌唱やブルゾンを合わせたカジュアルなスタイルリングでレトロな雰囲気が特徴的[46]。
17. Nine Snow Flash (Bonus Track)
作詞：阿部亮平、作曲：阿部亮平, 渡辺徹、編曲：渡辺徹
Snow Manのメンバー紹介ラップの2023 ver.[48]。作詞は阿部が担当しているが、入れたいワードがあるかなど各メンバーにあらかじめ聞き取りを行ったうえで制作された[49]。また、「紹介RAP 〜We are Snow Man〜」では渡辺から紹介されていた順番が、今作では岩本からとなっているが、これはドームツアーに合わせて販売されたペンライトの点灯順が公式のクレジット順番をふまえたメンバーカラー順になっていることから、これに合わせた阿部の配慮ではないかとされている[50]。

#### 初回盤A
※ 1. - 12.は通常盤と共通。
1. Cry out
作詞：rihoco、作曲：Tommy Clint, Atsushi Shimada、編曲：Atsushi Shimada
ジャニーズJr.時代の未音源化楽曲を初音源化[21]。2019年の舞台『少年たち To be!』2幕の「SHOWTIME」で披露された楽曲で、岩本が振付を担当している[51]。以前から映像化を望むファンの声が多かったが、岩本の誕生日でもある5月17日には9人が黒のラフな衣装でハードなダンスを披露するダンスプラクティス動画がYouTubeで公開され、「Cry out」「すのちゅーぶ」がTwitterのトレンド入りを果たした[52]。

#### 初回盤B
※1. - 12.は通常盤と共通。

### DVD・Blu-ray

#### 初回盤A
1. 「あいことば」Music Video
2. 「slow...」Music Video
3. 「W」Music Video
4. 「タペストリー」Music Video
5. 「オレンジkiss」Music Video
6. 「slow...」マルチアングル映像
7. Behind The Scenes

#### 初回盤B
1. 「Two」Music Video - 渡辺翔太・目黒蓮
2. 「Bass Bon」Music Video - ラウール・佐久間大介
3. 「Vroom Vroom Vroom」Music Video - 岩本照・深澤辰哉・宮舘涼太
4. 「Gotcha!」Music Video - 向井康二・阿部亮平
5. 「Luv Classic」Lip Sync Video
6. 「Feel the light, Lovely」Dance Video
7. 「Wonderful! × Surprise!」Lip Sync Video
8. 即興芝居で i DO ME!生き残りポーカー 〜スクール編〜

## チャート成績
オリコンでは店着日である発売初日に83.3万枚を売り上げ、2023年5月16日付オリコンデイリーアルバムランキングで1位を獲得。その後も売り上げを伸ばし、5月23日発表のオリコンアルバムランキングでは初週106.1万枚に達し、前作『Snow Labo. S2』の累積売上104.1万枚を上回る自己最高累積売上でオリコン週間アルバムランキング初登場1位を獲得した。アルバムは3作連続・通算3作目の1位獲得だが、Snow Manが初週でミリオンを達成するのはシングル作品とアルバム作品を通じて初めてのこと。
Billboard JAPANでも、初週107万2926枚を売り上げ首位を獲得。『Snow Mania S1』『Snow Labo. S2』に続き、3作連続でミリオンを達成した。また、2023年の集計期間中28週にわたってずっとチャートインし続け、年間累計ではCDセールス126万7417枚で2位を記録した。